# John Tiffin Patterson
John Tiffin Patterson (Cooperstown (Nueva York), 4 de abril de 1940 – Los Ángeles, California, 7 de febrero de 2005) fue un director de televisión estadounidense conocido principalmente por haber dirigido varios episodios de la serie de HBO Los Soprano, incluidos los episodios finales de las cinco primeras temporadas.
Patterson completó sus estudios universitarios en la Universidad de Búfalo y en la Universidad de Stanford, en 1970, donde conoció a su compañero David Chase y futuro colaborador en Los Soprano.
Fue nominado a los premios Emmy en 2002 y 2003 por su trabajo en Los Soprano y ganó el premio del Gremio de directores de Estados Unidos por su trabajo en dicha serie. Como director, Patterson dirigió en varios estudios de televisión como HBO o CBS. Entre sus trabajos más notables destacó Los Soprano, Providence, The Practice, Carnivàle, Family Law, Six Feet Under, CSI, CHiPs, Magnum P.I., Hill Street Blues, The Guardian y el episodio piloto de Law & Order. También dirigió películas de cine como A Deadly Silence (1989) y Seduced By Madness (1996).
Casado y divorciado de Casey Kelley, Patterson tuvo dos hijos. Murió el 7 de febrero de 2005 en Los Ángeles, California, a causa de un cáncer de próstata a la edad de 64 años. El episodio "Kaisha" de Los Soprano fue dedicado a su memoria.

## Filmografía selecta
- Darkness Before Dawn, telefilme de 1993.
- Los Soprano, 13 episodios:
  - Episodio 1.04 "Meadowlands"[1]
  - Episodio 1.13 "Sueño con Jeannie Cusamano"[2]
  - Episodio 2.06 "El típico tío feliz"[3]
  - Episodio 2.10 "Dejar sin blanca"[4]
  - Episodio 2.13 "Distorsiones"[5]
  - Episodio 3.04 "El empleado del mes"[6]
  - Episodio 3.13 "El ejército de uno"[7]
  - Episodio 4.02 "Ausente"[8]
  - Episodio 4.07 "Demasiada televisión"[9]
  - Episodio 4.13 "Olas blancas"[10]
  - Episodio 5.03 "¿Dónde está Johnny?"[11]
  - Episodio 5.08 "Marco Polo"[12]
  - Episodio 5.13 "Con el debido respeto"[13]
- Six Feet Under:
  - Episodio 1.03 "The Foot"[14]
- Providence; episodios:
  - "The Birthday Party"
  - "The Honeymoon's Over"
  - "Runaway Sydney"
  - "Saint Syd"